# Jacques Grévin

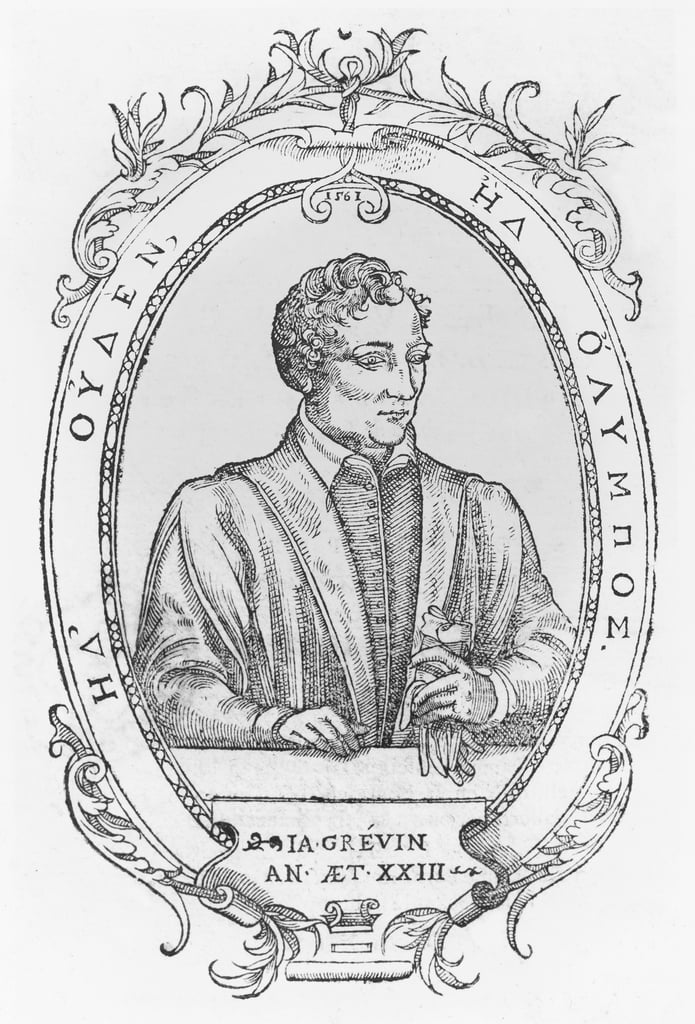
Jacques Grévin

Jacques Grévin (* 1538 in Clermont-en-Beauvaisis, heute Clermont, Département Oise; † 5. November 1570 in Turin, Piemont), französischer Dramatiker und Lyriker.

## Leben
Grévin wurde 1538 in Clermont-en-Beauvaisis in bescheidenen Verhältnissen geboren. Sein Onkel Pierre de Prong, der ihn nach dem frühen Tod seines Vaters erzog, schickte ihn 1550 zum Medizinstudium nach Paris, wo er gleichzeitig Schüler des Dichters und Humanisten Pierre de Ronsard wurde. Nach mehreren Aufenthalten in England wurde er Leibarzt und Berater der Prinzessin Margarete von Savoyen, an deren Hof in Turin er 1570 starb.

## Werk
Theaterstücke
- La trésorière (Komödie, 1558)
- César (Tragödie, 1560)
- Les Esbahis (Komödie, 1560)

Gedichte
- Pastorale à très illustre princesse
- La Gélodacrye
- L’Olympe.

## Werkausgabe
- Lucien Pinvert (Hrsg.): Théâtre complet et poésies choisies. Garnier, Paris 1922.